# Шепке, Йоахим
Йоахим Шепке (нем. Joachim Schepke, (8 марта 1912, Фленсбург — 17 марта 1941, Северная Атлантика) — немецкий подводник времён Второй мировой войны, капитан-лейтенант.

## Биография
Начал карьеру моряка в апреле 1930. Два года плавал на крейсере, и, как и Гюнтер Прин, попал на подплав в октябре 1935 года. Затем он 18 месяцев был инструктором в торпедной школе Фленсбурга, а в 1938 году стал командиром учебной подводной лодки U-3. На U-3 он достиг первых успехов, и покинул её борт в январе 1940. Принял командование над U-19 и потопил 9 судов с суммарным тоннажем 15 715 тонн.
В мае 1940 он был направлен на U-100, новую лодку типа VIIB. В первом походе из Киля в Лорьян потопил 6 судов общим тоннажем 26 812 тонн, и повредил одно судно.
Прославился в сентябре 1940. Тогда, во втором походе на U-100, продолжавшемся 14 дней, в ночь с 21 на 22 сентября всего за три часа он потопил 7 судов суммарным тоннажем 50 340 тонн. 2 дня спустя получил Рыцарский крест.
Погиб 17 марта 1941 вместе с U-100, которую протаранил эсминец «Ванок» на 61° северной широты, 12° западной долготы. Находившийся на мостике Шепке погиб на месте.

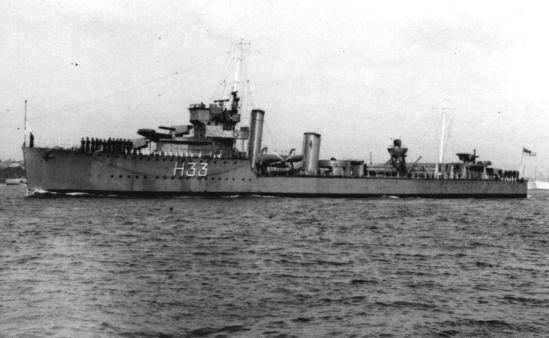
Британский эскортный эсминец Vanoc, потопивший подлодку Шепке

## Достижения
- 36 судов потопил — тоннажем 153 677
- 4 судна повредил — тоннажем 7 229 GRT

## Награды
- Железный крест (1939)
  - 2-й класс (1 июня 1939)
  - 1-й класс (27 февраля 1940)
- Нагрудный знак подводника (1939)
- Рыцарский крест железного креста с дубовыми листьями
  - Рыцарский крест (24 сентября 1940)
  - 7-й, Дубовые листья (20 декабря 1940)

Во многих источниках указана дата награждения Дубовыми листьями 1 декабря 1940, эта дата базируется на заявлении ОКВ от 1 декабря о потоплении Шепке в последнем походе 40000 брт. Однако Дёниц не засчитал потопление парохода Bruse, оцененного Шепке в 9000 тонн — кормовая часть судна затонула, но носовую часть, с нетронутым грузом из 1500 тонн древесины, британцы через пару дней обнаружили, взяли на буксир и довели до порта. Таким образом, засчитанный за поход тоннаж составил 31000 брт, и Шепке на 1 декабря ещё не дотягивал до засчитанных 200 000 тонн, которые автоматически давали бы ему награждение Дубовыми листьями. И только после потопления лодкой Шепке 14 декабря двух судов из конвоя OB-256 (в сумме 7000 брт), а затем 18 декабря ещё одного, на более чем десять тысяч брт, Дёниц представил командира к Дубовым листьям, приказ о награждении был издан на следующий день.
- 6 раз упоминался в «Вермахтберихт»